# Вулканическая школа
«Вулканическая школа» (англ. Volcano School) — группа художников негавайского происхождения, члены которой писали пейзажи с изображениями извергающихся в ночи вулканов на острове Гавайи. Некоторые из этих художников также писали акварели с изображением гавайских ландшафтов в дневное время суток. Лучшие образцы созданных ими полотен демонстрируют слияние европейских романтических и американских пейзажных традиций.

## История
Два активных вулкана на острове Гавайи, Килауэа и Мауна-Лоа, периодически проявляли активность в 1880—1890-х годах, когда интерес к картинам «Вулканической школы» достиг пика.
Особой популярностью у художников пользовался вулкан Килауэа, добраться до которого от побережья можно было на лошади по пологой горной дороге.
Создатель эстампов и художественный педагог Хак-Мейзелет Люкиенс назвал этот период в истории искусства на Гавайских островах «малым гавайским ренессансом». В собраниях Художественного музея Гонолулу хранится коллекция картин художников «Вулканической школы».

## Члены группы
- Жюль Тавернье[англ.] (1844—1889) — француз;
- Эрнест Уильям Кристмас (1863—1918) — австралиец;
- Констанция Гордон-Камминг (1837—1924) — шотландка;
- Чарльз Фурно[англ.] (1835—1913) — американец;
- Хичкок, Дэвид Говард (1861—1943) — американец;
- Огура Йонесуке Ито[англ.] (1870—1940) — японец;
- Амброуз Маккарти-Паттерсон[англ.] (1877—1966) — австралиец
- Тициан Пил (1799—1885) — американец;
- Луи Поль[англ.] (1915—1999) — американец;
- Эдуардо Лефевр Сковелл[англ.] (1864—1918) — британец;
- Уильям Пинкни Тоулер[англ.] (1826—1899) — американец;
- Уильям Твигг-Смит[англ.] (1883—1950) — новозеландец;
- Джозеф Дуайт Стронг[англ.] (1852—1899) — американец;
- Лайонел Уолден (1861—1933) — американец.

### Галерея

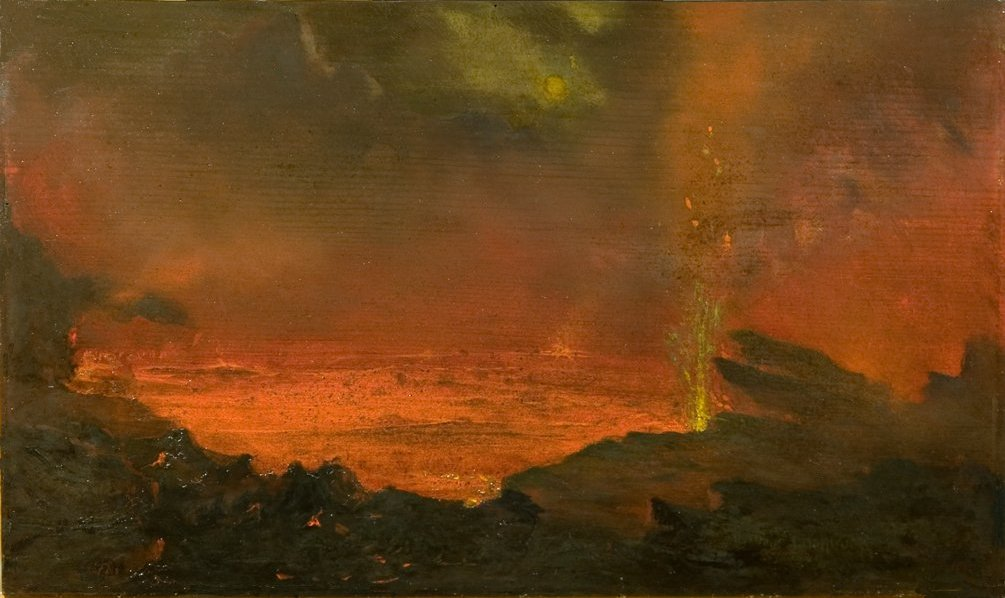
Дэвид Говард Хичкок. «Хальемамау. Озеро Огня» (1888)
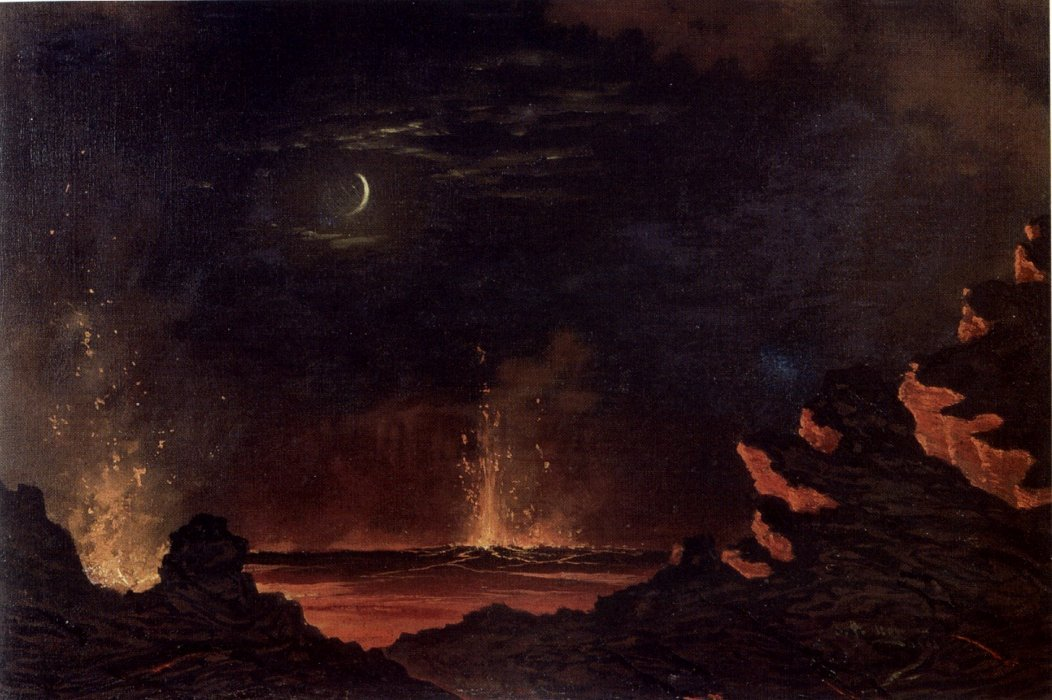
Огура Йонесуке Ито. «Килауэа» (1908)
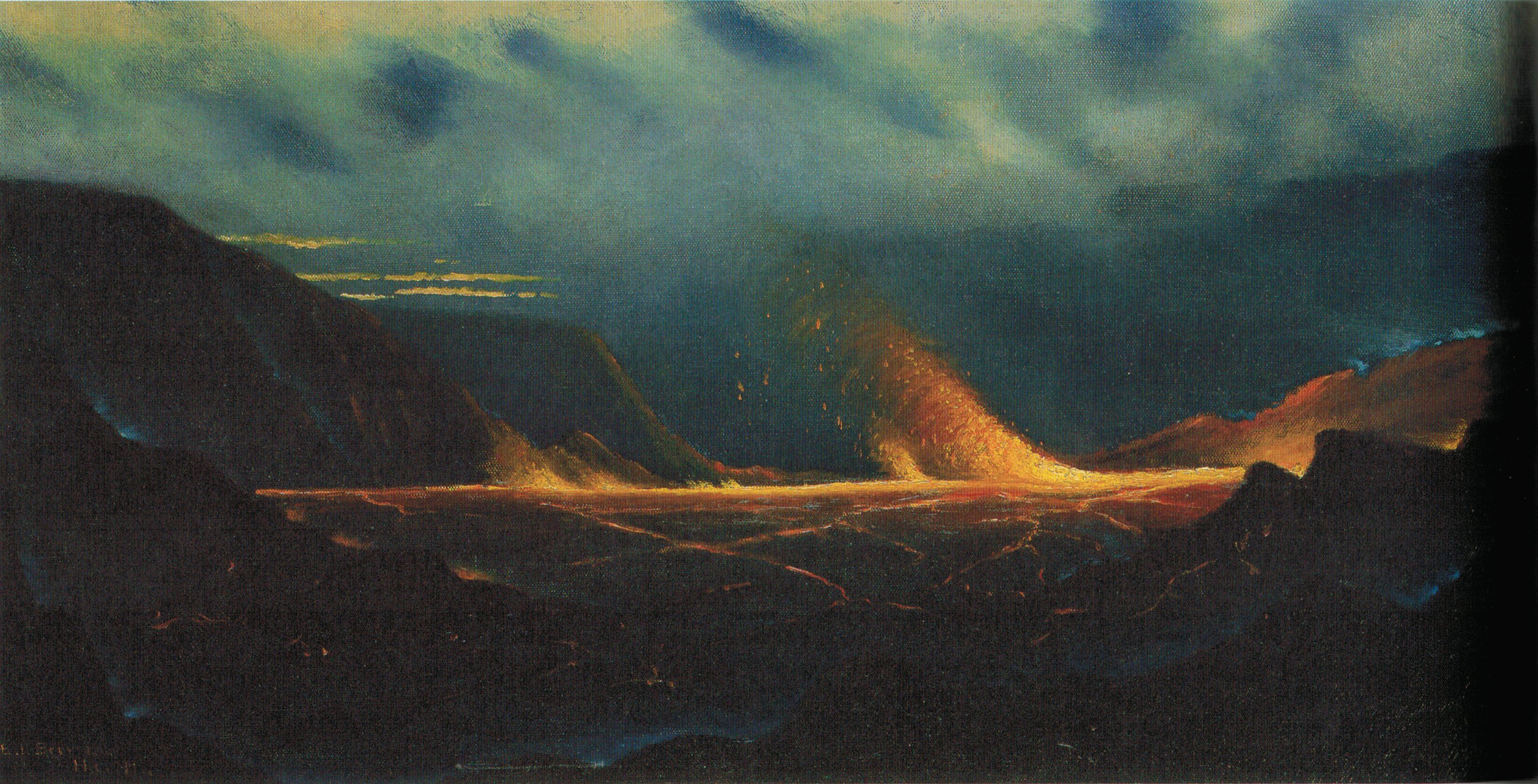
Эдуардо Лефевр Сковелл. «Килауэа» (1890)
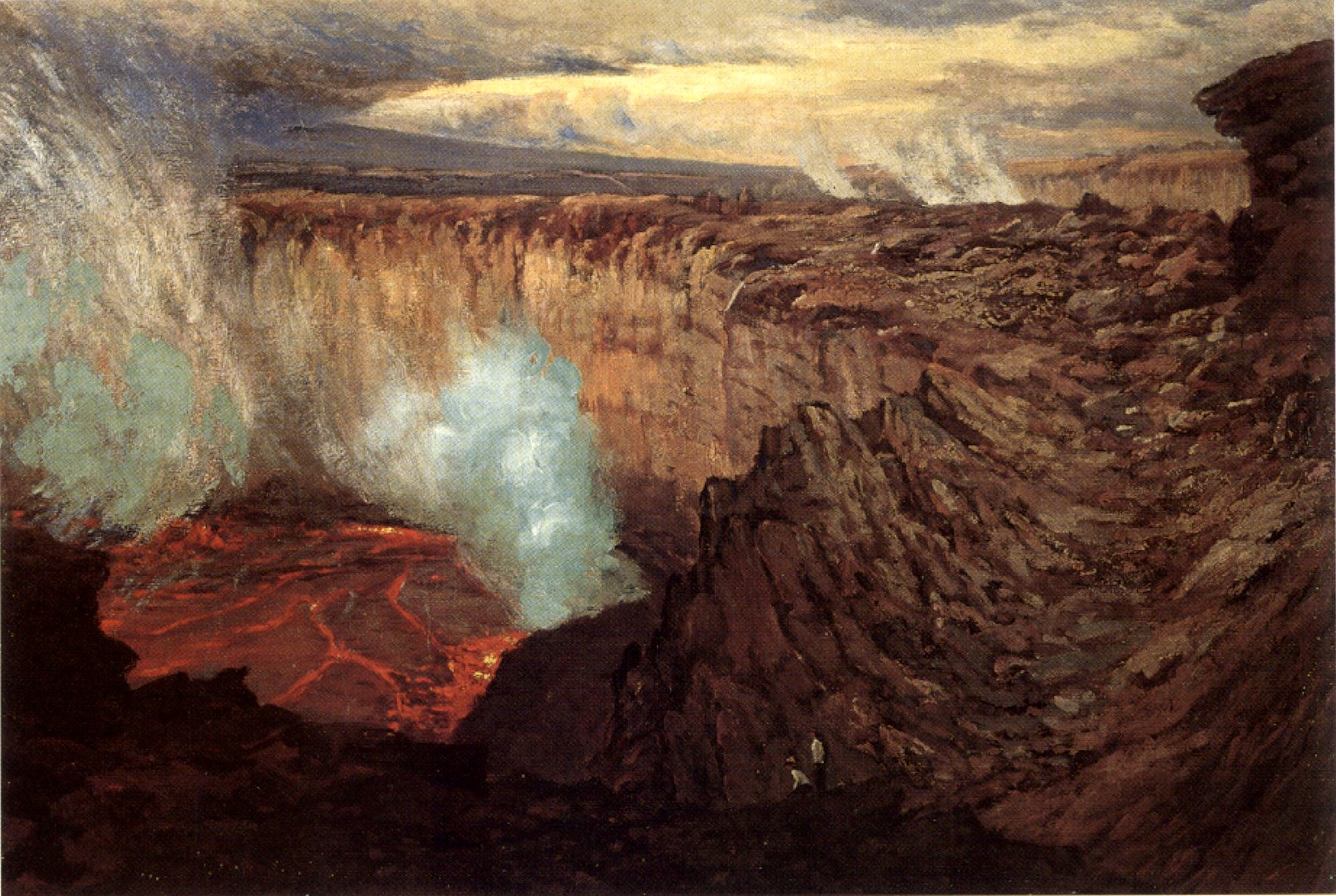
Эрнест Уильям Кристмас. «Кальдера Килауэа» (1916—1918)
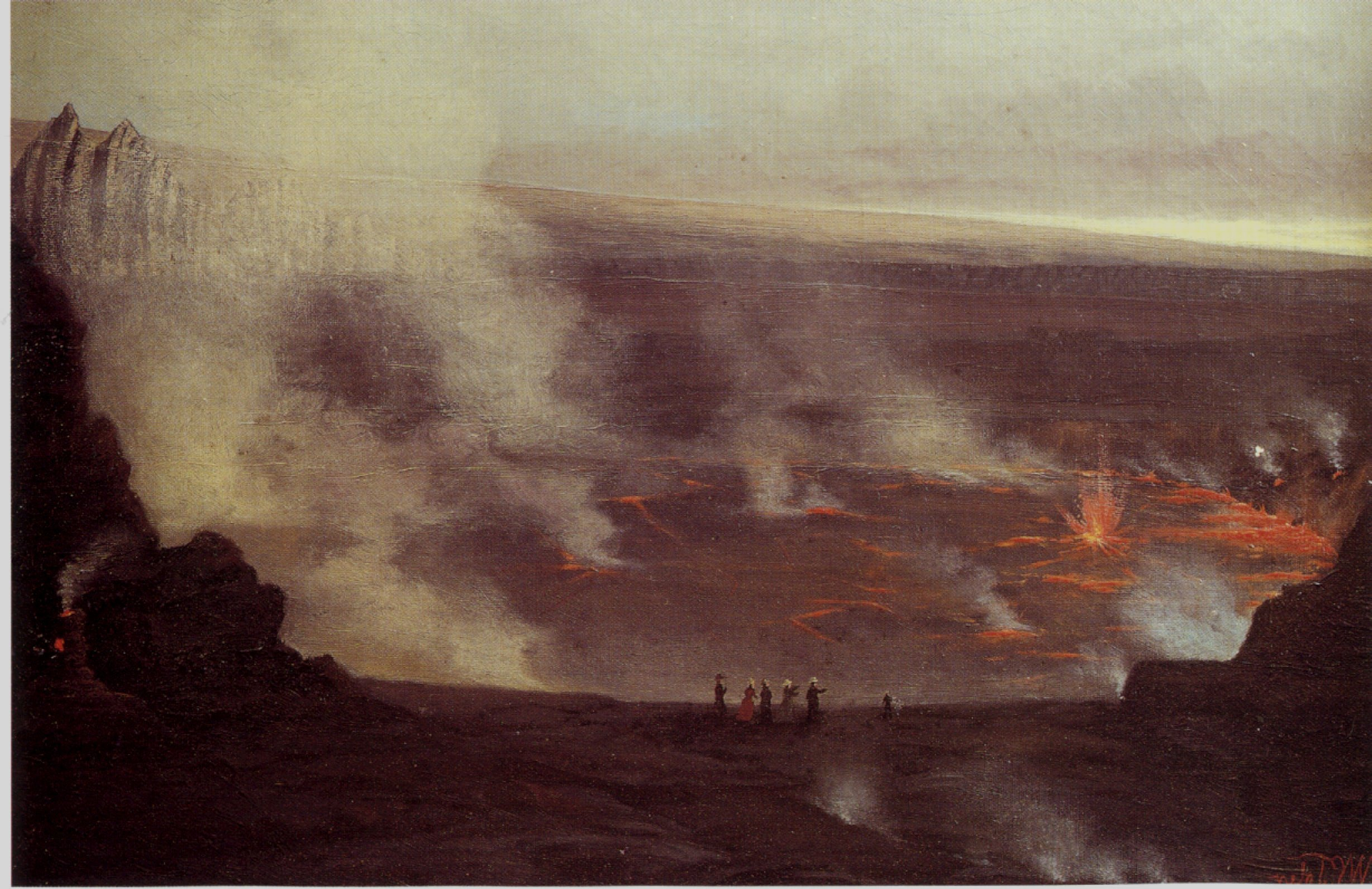
Уильям Пинкни Тоулер. «Вулкан Килауэа» (1860)
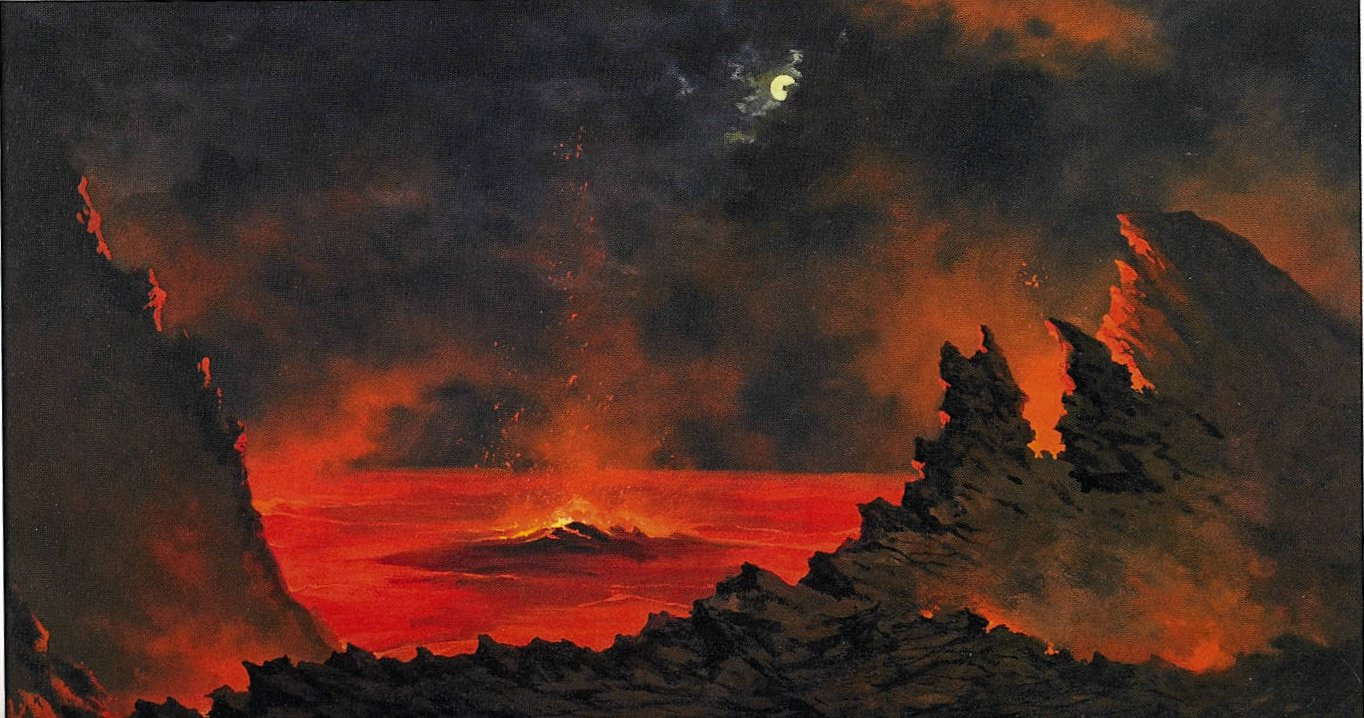
Жюль Тавернье. «Вулкан ночью» (1880)